# الكنيسة الفرنسية (بورصة)

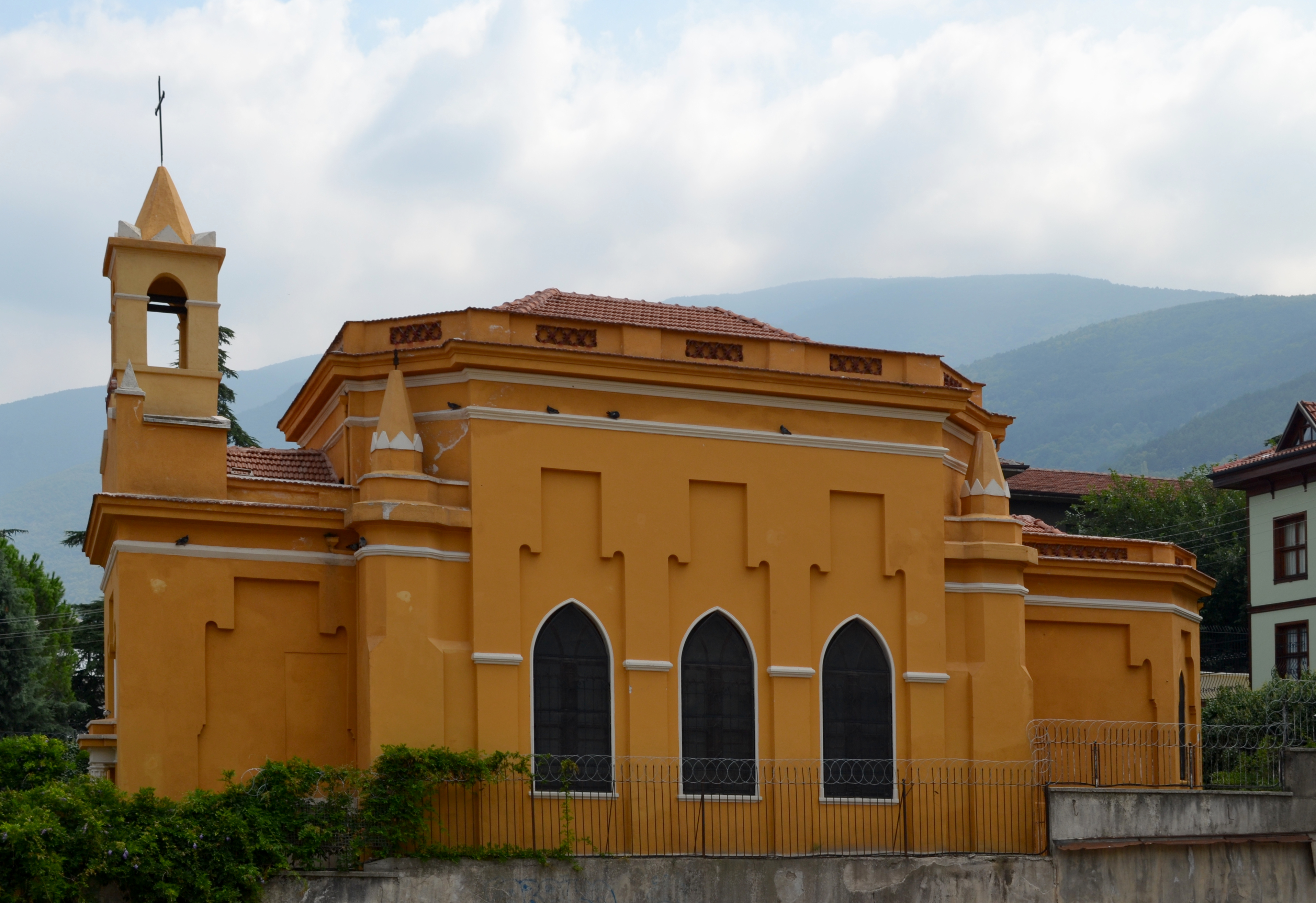
الكنيسة الفرنسية في مدينة بورصة.

الكنيسة الفرنسية التاريخية (بالتركية: Fransız Kilisesi Kültür Evi أو Bursa Protestan Kilisesi) هي آخر كنيسة نشطة في مدينة بورصة وقد بناها المجتمع المسيحي اللاتيني المشرقي في المدينة قبل عقد 1880. وفي عام 2016 قررت الدولة التركية إخلاء الكنيسة وإغلاقها.
تاريخياً كانت ملكية الكنيسة تتبع الكنيسة الرومانية الكاثوليكية، وانتقلت لاحقاً ملكيتها إلى الكنيسة البروتستانتية. وتقع الكنيسة البروتستانتية في منطقة عثمان غازي التاريخية وتم بناؤها وفقًا على الطراز المعماري القوطي الحديث، ولها أبراج على الجدار الخارجي ونوافذ مقوسة في المبنى الرئيسي. في عام 1960 أغلقت الكنيسة مرة واحدة وكانت تستخدم كمخزن في بعض الأحيان. من عام 2002 إلى عام 2004 تم ترميم الكنيسة وإتاحتها للمسيحيين المقيمين في مدينة بورصة للعبادة المسيحية. تم استخدام الكنيسة في وقت واحد من قبل المجتمعات الألمانية والكاثوليكية والأرثوذكسية المقيمية في المدينة؛ القس البروتستانتي للكنيسة هو إسماعيل كولاشوغلو.
انتهت اتفاقية ترخيص الكنيسة في عام 2015، وطلبت مديرية مؤسسة الدولة (Vakıflar Genel Müdürlüğü)، والتي تدير الكنيسة، من المصلين إنشاء «شركة». على الرغم من أن ذلك تم وفقًا للقس إسماعيل كولاشوغلو، فقد طلبت الدولة في عام 2016 إخلاء الكنيسة والاستسلام عبر الهاتف دون سابق إنذار أو إشعار خطي.
وفقًا للسلطة، يجب أن تظل الكنيسة متاحة للمجتمع لخدمات العبادة. ولا يتعلق الأمر بالاستخدام الديني، بل يتعلق بقضايا الملكية. وفقاً لتقرير صحقية «آجوس» لفتت الكنيسة الأنظار بتقارير الإخلاء. مع التطور الأول، أصبح الناس مهتمين بالتراث الثقافي المسيحي في بورصة وبدأوا يفكرون في مستقبل المسيحيين الآخرين في المدينة.